# United Deccan States
Die United Deccan States waren ein Zusammenschluss von 16 Fürstenstaaten der Kolhapur and Deccan States Agency, der gebildet wurde, nachdem Großbritannien am 18. Juli 1947 beschlossen hatte, Indien und Pakistan in die Unabhängigkeit zu entlassen (siehe Geschichte Indiens). Diese Staaten waren Akalkot, Aundh, Bhor, Jamkhandi, Jath, Kuraundvad Senior und Junior, Miraj Senior und Junior, Mudhol, Phaltan, Ramdurg, Sangli, Savantvadi, Savanur und Wadi. Sie hatten zusammen eine Fläche von 28.153 Quadratkilometern. Kolhapur blieb der Föderation fern.
Am 5. Februar 1948 wurden die United Deccan States dem Bundesstaat Bombay angegliedert (Kolhapur folgte am 1. März 1949). Der Südteil ihrer Gebiete kam 1956 durch den States Reorganisation Act zum Bundesstaat Mysore (1973 umbenannt in Karnataka), der Rest verblieb bei Bombay, aus dem 1960 der Bundesstaat Maharashtra entstand.